# Maison du 74 rue de la Trinité à Falaise
La maison du 74 rue de la Trinité était un édifice situé à Falaise, dans le département français du Calvados, en France.

## Localisation
Le monument était situé 74 rue de la Trinité.

## Historique
La maison était datée du XVIe siècle.
L'édifice est classé au titre des monuments historiques depuis le 11 octobre 1930.
La maison est détruite pendant les bombardements de la bataille de Normandie qui détruisent 2/3 de la ville.
Lors de la reconstruction de la ville des maisons de 1950 sont bâties dans la rue de la Trinité en bel appareil de pierre afin de perpétuer le souvenir des belles bâtisses présentes ici avant 1944.

## Architecture
La maison était bâtie à pans de bois.